# Lijst van wapens van voormalige Zuid-Hollandse gemeenten
Dit artikel bevat een lijst van wapens van voormalige Zuid-Hollandse gemeenten. De lijst is alfabetisch gesorteerd.

## A

Wapen van Ter Aar
Wapen van Aarlanderveen
Wapen van Abbenbroek
Wapen van Abtsregt
Wapen van Alkemade
Wapen van de toenmalige gemeente Alphen
Wapen van Alphen aan den Rijn (1918)
Wapen van Ameide
Wapen van Ammerstol
Wapen van Arkel
Wapen van Asperen

## B

Wapen van Benthuizen
Wapen van Bergambacht (1817)
Wapen van Bergambacht (1985)
Wapen van Bergschenhoek
Wapen van Berkel en Rodenrijs (1816)
Wapen van Berkel en Rodenrijs (1960)
Wapen van Berkenwoude
Wapen van Bernisse
Wapen van Biert
Wapen van Binnenmaas
Wapen van Bleiswijk
Wapen van Bleskensgraaf
Wapen van Bleskensgraaf en Hofwegen
Wapen van Bodegraven
Wapen van Den Bommel
Wapen van Boskoop
Wapen van Brandwijk
Wapen van Brielle
Wapen van Broek, Thuil en 't Weegje

## C

Wapen van Charlois
Wapen van Cillaarshoek
Wapen van Cromstrijen

## D

Wapen van Delfshaven
Wapen van Dirksland (1816)
Wapen van Dirksland (1966)
Wapen van Driebruggen
Wapen van Dubbeldam

## E

Wapen van Everdingen

## G

Wapen van Geervliet
Wapen van Giessen-Nieuwkerk
Wapen van Giessenburg
Wapen van Giessendam
Wapen van Giessenlanden
Wapen van Goedereede
Wapen van Goedereede
Wapen van Gouderak
Wapen van Goudriaan
Wapen van Goudswaard
Wapen van Graafstroom
Wapen van 's-Gravendeel
wapen van 's-Gravenzande (1816)
wapen van 's-Gravenzande (1960)
Wapen van Groot-Ammers
Wapen van Groote Lindt

## H

Wapen van Haastrecht
Wapen van Hagestein
Wapen van Hardinxveld
Wapen van Hazerswoude
Wapen van Heenvliet
Wapen van Heer Oudelands Ambacht
Wapen van Heerjansdam
Wapen van Hei- en Boeicop
Wapen van Heinenoord
Wapen van Hellevoetsluis
Wapen van Hekelingen
Wapen van Hekendorp
Wapen van Herkingen
Wapen van Hillegersberg
Wapen van Hodenpijl
Wapen van Hof van Delft
Wapen van Hoogblokland
Wapen van Hoornaar

## I

Wapen van IJsselmonde

## J

Wapen van Jacobswoude

## K

Wapen van Katendrecht
Wapen van Katwijk (1817)
Wapen van Kedichem
Wapen van Kethel en Spaland
Wapen van Kijfhoek
Wapen van Klaaswaal
Wapen van Kleine Lindt
Wapen van Korendijk
Wapen van Koudekerk aan den Rijn
Wapen van Kralingen
Wapen van Krimpen aan de Lek

## L

Wapen van Lange Ruige Weide
Wapen van Langerak
Wapen van Leerbroek
Wapen van Leerdam
Wapen van Leidschendam
Wapen van Leimuiden
Wapen van Lekkerkerk
Wapen van Lexmond
Wapen van Liemeer
Wapen van De Lier
Wapen van Liesveld
Wapen van Loosduinen

## M

Wapen van Maasdam
Wapen van Maasland
Wapen van Meerkerk
Wapen van Melissant
Wapen van De Mijl
Wapen van Middelharnis (1816)
Wapen van Middelharnis (1908)
Wapen van Middelharnis Middelharnis (1966)
Wapen van Mijnsheerenland
Wapen van Moerkapelle
Wapen van Molenwaard
Wapen van Molenaarsgraaf
Wapen van Monster
Wapen van Moordrecht

## N

Wapen van Naaldwijk
Wapen van Nederlek
Wapen van Niemandsvriend
Wapen van Nieuw-Beijerland
Wapen van Nieuw-Helvoet
Wapen van Nieuw-Lekkerland
Wapen van Nieuwe-Tonge
Wapen van Nieuwenhoorn
Wapen van Nieuwerkerk aan den IJssel
Wapen van Nieuwland
Wapen van Nieuwpoort
Wapen van Nieuwveen
Wapen van Noordeloos
Wapen van Noordwijkerhout
Wapen van Nootdorp
Wapen van Numansdorp

## O

Wapen van Onwaard
Wapen van Ooltgensplaat
Wapen van Oostflakkee
Wapen van Oostvoorne
Wapen van Ottoland
Wapen van Oud-Alblas
Wapen van Oud-Beijerland
Wapen van Ouddorp
Wapen van Oude-Tonge
Wapen van Oud- en Nieuw-Mathenesse
Wapen van Oudenhoorn
Wapen van Ouderkerk aan den IJssel
Wapen van Ouderkerk (gemeente)
Wapen van Oudewater
Wapen van Oudshoorn
Wapen van Overschie

## P

Wapen van Papekop
Wapen van Pernis
Wapen van Peursum
Wapen van Piershil
Wapen van Pijnacker
Wapen van Poortugaal
Wapen van Puttershoek

## R

Wapen van Reeuwijk (1871)
Wapen van Reeuwijk (1989)
Wapen van Rhoon
Wapen van Rijnsaterwoude
Wapen van Rijnsburg
Wapen van Rijnwoude
Wapen van Rijsoord
Wapen van Rockanje
Wapen van Roxenisse
Wapen van Rozenburg

## S

Wapen van Sandelingen-Ambacht
Wapen van Sassenheim
Wapen van Schelluinen
Wapen van Schiebroek
Wapen van Schipluiden
Wapen van Schoonhoven (1816)
Wapen van Schoonhoven (1933)
Wapen van Schoonrewoerd
Wapen van Schuddebeurs en Simonshaven
Wapen van Sint Anthoniepolder
Wapen van Sint Maartensregt
Wapen van Sluipwijk
Wapen van Sommelsdijk
Wapen van Spijkenisse (1936)
Wapen van Spijkenisse (1961)
Wapen van Stad aan 't Haringvliet
Wapen van Stellendam
Wapen van Stolwijk
Wapen van Stompwijk
Wapen van Stormpolder
Wapen van Streefkerk
Wapen van Strevelshoek
Wapen van Strijen

## T

Wapen van Tienhoven

## V

Wapen van Valkenburg
Wapen van Veur
Wapen van Vierpolders
Wapen van Vlaardingerambacht
Wapen van Vliet
Wapen van Vlist
Wapen van Voorburg
Wapen van Voorhout
Wapen van Vrijenban

## W

Wapen van Waarder
Wapen van Warmond
Wapen van Wateringen (1816)
Wapen van Wateringen (1987)
Wapen van Westmaas
Wapen van Westvoorne
Wapen van Wieldrecht
Wapen van Wijngaarden
Wapen van Woerden
Wapen van Woubrugge
Wapen van 't Woudt

## Z

Wapen van Zederik
Wapen van Zegwaart
Wapen van Zevenhoven
Wapen van Zevenhuizen
Wapen van Zevenhuizen-Moerkapelle
Wapen van Zouteveen
Wapen van Zuid-Beijerland
Wapen van Zuidbroek
Wapen van Zuidland
Wapen van Zwammerdam
Wapen van Zwartewaal